# Харамадуе
Харамадуе (*д/н — бл. 420) — засновник держави Нобатія, 1-й цар у 410—420 роках.

## Життєпис
Харамадуе відомий лише з напису, який він розмістив на храмі Мандуліса в Калабші в Нижній Нубії. Це останній відомий напис мероїтським письмом. В написі Харамадуе називає себе царем, що переміг Ісменеіе, ймовірно Ісемне, царя блемміїв.
Вважається, що на час панування Харамадуе приходить боротьба за владу у колишньому Кушитському царстві після захоплення його столиці Мерое у 350 році аксумітами. В боротьбі з блемміями спирався на набатеїв, яких римський імператор Діоклетіан переселив на ці землі. Від них уся держава здобула назву Нобатія.